# Chris Muckert
Pas d'image ? Cliquez ici

a Compétitions nationales et continentales officielles uniquement.

Chris Muckert, né le 24 janvier 1981 à Toowoomba (Australie), est un joueur australien de rugby à XIII qui évolue au Saint-Estève XIII Catalan.